# Ovidiu Bic
Ovidiu Alexandru Bic(Abrud,23 de fevereiro de 1994) é um futebolista romeno que atua como meio-campo.Atualmente defende o Gaz Metan.